# Paramyxine fernholmi
Paramyxine fernholmi är en ryggsträngsdjursart som beskrevs av Kuo, Huang och Hin-Kiu Mok 1994. Paramyxine fernholmi ingår i släktet Paramyxine och familjen pirålar. IUCN kategoriserar arten globalt som sårbar. Inga underarter finns listade i Catalogue of Life.